# Sybra subunicolor
Sybra subunicolor là một loài bọ cánh cứng trong họ Cerambycidae.